# Aimé Lombaert
Aimé Lombaert (Oudenaarde, 9 augustus 1945 - Brugge, 30 oktober 2008) was een Belgisch beiaardier, organist, koorleider en componist.

## Levensloop
Aimé Lombaert studeerde aan de Normaalschool in Sint-Niklaas. Nadien studeerde hij aan het Koninklijk Conservatorium in Gent en behaalde er een Eerste prijs in notenleer (1966). Hij trok vervolgens naar de Koninklijke Beiaardschool in Mechelen en werd er laureaat (1978). Hij vervolledigde zijn opleiding met privélessen bij Brugs stadsbeiaardier Eugeen Uten.
Hij doorliep een drukke loopbaan: 
- Leraar muzikale vorming in het Algemeen Secundair Onderwijs in Gent, Oudenaarde, Wetteren en Geraardsbergen (1963-1984)
- Organist in Oudenaarde-Eine en leider van twee koren (1963-1980)
- Leraar algemene muzikale vorming aan de Muziekschool van Oudenaarde (1963-1984) en van Deinze, voor samenzang (1966-2006) en beiaard (1994-2006)
- Als hulpbeiaardier speelde hij op de beiaarden van:
  - Brugge (1979-1984)
  - Antwerpen (1981-1986)
  - Oudenaarde (1990-1992)
- Als titularis-beiaardier speelde hij op de beiaarden van:
  - Brugge (1984-2008), waar hij Eugeen Uten opvolgde en zelf werd opgevolgd door Frank Deleu.
  - Deinze (1988-2008)
  - Poperinge (1988-2008)
- Bij speciale gelegenheden bespeelde hij de beiaarden van Brakel, Damme en Geraardsbergen (1988-2008)
- Als gastbeiaardier concerteerde hij op zowat alle belangrijke beiaarden ter wereld.
- Jaarlijks gaf hij circa 200 beiaardconcerten.
- Elk beiaardconcert werd afgesloten met "Auld Lang Syne", het lied gebaseerd op het gedicht van Robert Burns, waarvoor hij een bewerking voor beiaard schreef, die eindigde met een volledige toonladder van de zwaarste klok van de Brugse beiaard, tot de kleinste klok. Deze afsluiter groeide uit tot zijn muzikale handtekening.
- Naast zijn muzikale activiteiten adviseerde hij ook over de restauratie van beiaarden voor Monumenten en Landschappen (deel van de Vlaamse Overheid).

## Componist
Aimé Lombaert componeerde voor beiaard, onder meer:
- Tension II
- Rêverie
- Wondermooi Brugge
- Naar Oostland willen we varen
- Forma T24K
- Configurrations
- Pentimento
- Passacaglia in d

Aan zijn drukke activiteiten kwam een voortijdig einde als gevolg van een onverbiddellijke ziekte.